# Principado da Galileia
O Principado da Galileia foi um dos quatro principais senhorios do Reino Latino de Jerusalém, segundo o nobre e jurista cruzado do século XIII, Bailão de Ibelin (os outros três eram o Condado de Jafa e Ascalão, o Senhorio de Sidom e o Senhorio da Transjordânia). As possessões directas do principado localizavam-se nos arredores de Tiberíades, na Galileia, mas devido aos seus territórios vassalos, abrangia toda a região da Galileia ao longo do rio Jordão e do sul da Fenícia (actual Líbano).
De facto, o senhorio da Galileia tinha um número desproporcionado de vassalos, que incluía os senhorios de Beirute, Nazaré e Haifa, que também tinham os seus próprios vassalos. No entanto, e até porque o senhorio de Sidom, vassalo directo de Jerusalém, se localizava entre estes territórios, há razões para duvidar da suserania do principado sobre toda a região.
O Principado da Galileia foi estabelecido, pelo menos nominalmente, em 1099, quando Godofredo de Bulhão cedeu os territórios de Tiberíades, Haifa e Bete-Seã a Tancredo de Altavila. Em 1101, Balduíno I de Jerusalém limitou o poder do príncipe ao oferecer Haifa a Galdemar Carpenel.
Depois de Tancredo ter sido forçado a abdicar do principado para assumir a regência do Principado de Antioquia, e novamente após a sua morte, a Galileia tornou-se no feudo das famílias de Saint-Omer, Montfaucon (Falcomberques) e Bures, com sede em Tiberíades. Por este motivo também era chamado de Principado de Tiberíades ou Tiberíade.
O principado foi reconquistado por Saladino após a batalha de Hatim em 1187, mas apesar disso o título nobiliárquico continuou a ser usado por parentes e filhos dos reis de Chipre, os reis titulares de Jerusalém. De 1240 a 1247 ainda esteve brevemente sob o domínio cristão, até passar definitivamente para os muçulmanos.

## Vassalos
Na lógica do sistema feudal, o Principado da Galileia era vassalo do Reino de Jerusalém, mas era suserano de outros territórios:
- Senhorio de Banias
- Senhorio de Beirute
- Senhorio de Haifa
- Senhorio de Nazaré
- Senhorio de Toron

## Lista de príncipes da Galileia
- 1099-1101 - Tancredo da Galileia, depois regente do Principado de Antioquia
- 1101-1106 - Hugo I de Saint Omer
- 1106-1108 - Gervásio de Bazoches
- 1109-1112 - Tancredo da Galileia, novamente
- 1112-1119 - Joscelino de Courtenay, depois conde de Edessa
- 1120-1141 - Guilherme I de Bures
- 1142-1148 - Elinardo of Bures, sobrinho do anterior
- 1148-1158 - Guilherme II de Bures, irmão do anterior
- 1159-1171 - Gualtério de Saint Omer, primeiro marido de Esquiva de Bures, irmã do anterior
- 1171-1187 - Raimundo III de Trípoli, conde de Trípoli e segundo marido de Esquiva de Bures

- 1187-1240 - Sob domínio muçulmano. Neste período tiveram título apenas nominal:
  - 1187-1204 - Hugo II de Saint Omer, filho de Gualtério e Esquiva de Bures
  - 1204-1219 - Raul de Saint Omer, irmão do anterior
  - 1219-1265 - Esquiva de Tabarie, filha do anterior, casada com Odão de Montbéliard (m.1244)

- 1240 a 1247 - Breve período de posse pelos cristãos.

- 1247 - Sob domínio muçulmano definitivo. Até 1445, continuaram com título apenas nominal:
  - 1295-1315 - Baliano de Ibelin, neto da anterior
  - 1315-1319 - Tiago de Ibelin, filho do anterior
  - 1365-1385 - Hugo de Lusignan, neto do rei Hugo IV de Chipre
  - 1389-1397 - João de Brie, nobre cipriota
  - 1413-1426 - Henrique de Lusignan, filho do rei Jaime I de Chipre
  - 1441-1445 - Tiago de Cafran, nobre cipriota